# Yurikuma Arashi
Yurikuma Arashi (ユリ熊嵐 lit. Tormenta de oso de lirio?) es una serie televisada de anime japonés producida por Silver Link y dirigida por Kunihiko Ikuhara. La serie se anunció por primera vez a través de una página web en agosto de 2012, bajo el nombre de "Kunihiko Ikuhara/PenguinBear Project". La serie se emitió en Japón entre el 5 de enero de 2015 y el 30 de marzo de 2015. En Norteamérica ha sido licenciada por Funimation. En febrero de 2014 se lanzó una adaptación manga dibujada por Akiko Morishima en la revista seinen manga de Gentosha llamada Comic Birz. La historia se inspira en el Incidente del oso pardo en Sankebetsu y deriva su nombre de la novela de Akira Yoshimura que relata los hechos: La tormenta del oso (羆嵐 Kuma Arashi).

## Argumento
Hace mucho tiempo, un planeta lejano llamado Kumalia explotó, dando lugar a una lluvia de meteoritos que cayó sobre la Tierra. Esto provocó que los osos se volvieran agresivos y atacaran a los humanos, quienes construyeron el Muro de la extinción entre los osos y ellos mismos para protegerse. Años más tarde, dos osas, Ginko Yurishiro y Lulu Yurigasaki, se hacen pasar por humanas y acuden a la academia Arashigaoka, donde Ginko muestra interés por una joven llamada Kureha Tsubaki.

## Personajes

### Principales
Ginko Yurishiro (百合城 銀子 Yurishiro Ginko?)
Voz por: Miho Arakawa, Monica Rial (inglés)
Una osa que adopta el aspecto de una humana y acude a la academia Arashigaoka, donde fija a Kureha como su objetivo. Más tarde se descubre que en el pasado se hizo amiga de Kureha y su madre.
Ruru Yurigasaki (百合ヶ咲 るる Yurigasaki Ruru?)
Voz por: Yoshiko Ikuta, Jamie Marchi (inglés)
Otra osa que acude a la academia junto con Ginko. En el pasado fue la princesa de un reino de osos, pero después de que su envidia condujera a su propio hermano a la muerte, decidió ayudar a Ginko a cumplir su búsqueda del beso prometido. La tormenta invisible acaba con ella cuando esta intenta defender a Ginko.
Kureha Tsubaki (椿輝 紅羽 Tsubaki Kureha?)
Voz por: Nozomi Yamane, Alexis Tipton (inglés)
Una estudiante de segundo año de la academia Arashigaoka que odia con toda su alma a los osos. Estaba enamorada de su amiga, Sumika, que fue devorada por los osos, y es reacia a hacer nuevos amigos.

### Academia Arashigaoka
Sumika Izumino (泉乃 純花 Izumino Sumika?)
Voz por: Yui Ogura, Elaine Wagner (inglés)
Compañera de clase, amiga y antigua novia de Kureha. Fue asesinada por Mitsuko.
Mitsuko Yurizono (百合園 蜜子 Yurizono Mitsuko?)
Voz por: Aoi Yūki, Caitlin Glass (inglés)
Es la presidenta de la clase de Kureha y Sumika. Realmente es una osa y es la asesina de Sumika. Intenta matar a Kureha pero le disparan con un rifle. Más tarde aparece ante Ginko como un fantasma que representa su deseo y se funde con ella.
Konomi Yurikawa (百合川 このみ Yurikawa Konomi?)
Voz por: Ami Koshimizu, Anastasia Muñoz (inglés)
Otra compañera de clase de Kureha que también es una osa y siente algo por Mitsuko. Intenta atacar a Kureha porque siente envidia de ella pero muere después de que Mitsuko le dispare en la cabeza. Más tarde, la Tormenta invisible convierte su cadáver en un cyborg que suministra energía a un cañón gigantesco.
Kaoru Harishima (針島 薫 Harishima Kaoru?)
Voz por: Yōko Hikasa, Jad Saxton (inglés)
Compañera de clase de Kureha y la actual líder de la Tormenta invisible, que se encarga de nominar a otras chicas para convertirse en las malvadas. Es asesinada por Yurīka.
Yuriika Hakonaka (箱仲 ユリーカ Hakonaka Yurīka?)
Voz por: Kikuko Inoue, Colleen Clinkenbeard (inglés)
Una profesora de la academia Arashigaoka que fue íntima amiga de Reia. Era una osa que creció en la academia Arashigaoka y se hizo amiga de Reia, pero se sintió traicionada por esta y acabó matándola. Al final, ella es asesinada por la Tormenta invisible.
Reia Tsubaki (椿輝 澪愛 Tsubaki Reia?)
Voz por: Aya Endō, Cynthia Cranz (inglés)
Es la difunta madre de Kureha, que fue profesora en la academia Arashigaoka. Fue asesinada por Yurīka tras darle a Ginko el collar que ella le había regalado antes.
Eriko Oniyama (鬼山 江梨子 Oniyama Eriko?)
Voz por: Mariya Ise, Felecia Angelle (inglés)
Otra compañera de clase de Kureha que se encarga de dirigir la Tormenta invisible tras la muerte de Kaoru.

### Otros
Life Sexy (ライフ·セクシー Raifu Sekushī?)
Voz por: Junichi Suwabe, J. Michael Tatum (inglés)
Es el juez que preside el tribunal del Muro de la extinción (断絶のコート Danzetsu no Kōto?) situado entre el mundo de los humanos y el de los osos. Se encarga de los Juicios Yuri (ユリ裁判 Yuri Saiban?) de Ginko y Lulu, y es quien les concede la Aprobación Yuri. Siempre habla de forma seductiva y su frase más recurrente es "Eso es sexy. Shabadadoo." (それがセクシー。シャバダドゥ Sore ga sekushī. Shabadadu.?)
Life Cool (ライフ·クール Raifu Kūru?)
Voz por: Mitsuki Saiga, Christopher Bevins (inglés)
Se trata del fiscal que lleva gafas en el tribunal. Siempre habla con calma y de forma educada pero muchas veces se pone nervioso por el comportamiento de Life Beauty. Su frase más recurrente es "¡Ella es culpable!" (有罪、ギルティーです! Yūzai, Girutī desu!?).
Life Beauty (ライフ·ビューティー Raifu Byūtī?)
Voz por: Kazutomi Yamamoto, Josh Grelle (inglés)
Es el abogado defensor del tribunal. Tiene una apariencia más joven que la de los otros dos miembros del tribunal y habla de una forma muy infantil. Valora las cosas lindas por encima de todo y su frase más recurrente es "¡Destellos!" (キラキラァ〜 Kirakira~?).
Milne (みるん Mirun?)
Voz por: Rie Kugimiya, Lara Woodhull (inglés)
Es el hermano pequeño de Lulu y el príncipe del reino de los osos. Murió tras ser picado por una abeja mientras trataba de recolectar algo de miel. Su muerte afecta gravemente a Lulu.

## Media

### Manga
La adaptación a manga por Akiko Morisihima empezó a publicarse en la revista Comic Birz de Gentosha el 28 de febrero de 2014. La trama que narra es completamente distinta a la de la serie de animación. El primer volumen tankōbon se lanzó el 21 de noviembre de 2014.

#### Lista de volúmenes
| N.º | Título                                                      | Fecha de lanzamiento    | ISBN original     |
| --- | ----------------------------------------------------------- | ----------------------- | ----------------- |
| 1   | «Yurikuma Arashi (1)» «Yurikuma Arashi (1)» (ユリ熊嵐 (1)?) | 21 de noviembre de 2014 | 978-4-344-83256-5 |

### Novelas
También existe un par de novelas basadas en la serie y escritas por Ikuhara, Takayo Ikami y Kei Takahashi, con Morishima como dibujante. Gentosha se ha encargado de su publicación. La primera novela salió el 19 de enero de 2015 y la segunda el 31 de marzo de 2015.

### Anime
Yurikuma Arashi, también conocido como el "Penguinbear Project", fue anunciado por Kunihiko Ikuhara por primera vez en un evento que tuvo lugar el 23 de marzo de 2013, en el que se mostró un pequeño metraje de la serie a puerta cerrada. El 24 de agosto de 2014, en la página web oficial del anime se reveló que Silver Link se encargaría de su producción, y que el diseño de personajes estaría a cargo de Etsuko Sumimoto, a partir de diseños originales de Akiko Morishima. La serie se emitió en Japón desde el 5 de enero de 2015 hasta el 30 de marzo de 2015. El anime ha sido licenciado para su emisión por internet en Norteamérica por Funimation, quienes emitieron la versión subtitulada a la vez que la original y más tarde empezaron a emitir una versión doblada a partir del 16 de marzo de 2015. La canción de la cabecera es "Ano Mori de Matteru" (あの森で待ってる Estaré esperando en aquel bosque?) de Bonjour Suzuki, y la canción de los créditos es "Territory" de Miho Arakawa, Yoshiko Ikuta y Nozomi Yamane.

#### Lista de episodios
| N.º | Título | Fecha de emisión      |
| --- | --- | --------------------- |
| 1 | «私はスキをあきらめない»(Nunca renuncies al amor) «Watashi wa Suki o Akiramenai»                               | 5 de enero de 2015    |
| Hace mucho tiempo, un planeta lejano llamado Kumalia explotó, provocando una lluvia de meteoritos sobre la tierra que hizo que los osos atacaran a los humanos, quienes no tuvieron más remedio que erigir un gran muro para mantenerse a salvo de los osos. En la actualidad, dos osas, Ginko Yurishiro y Lulu Yurigasaki, adoptan forma humana y acuden a la academia Arashigaoka, donde Ginko despierta su interés por una joven llamada Kureha Tsubaki, y se siente celosa de la relación que esta muchacha mantiene con Sumika Izumino. Seguidamente, alguien arrasa con el jardín de lirios favorito de Kureha y Sumika y la presidenta de la clase, Mitsuko Yurizono, se ofrece a ayudarles. En ese mismo momento alguien les lanza un ladrillo de la nada. Al día siguiente, Sumika desaparece misteriosamente y Kureha recibe una llamada anónima preguntándole si el amor que siente por Sumika es verdadero. Tras contestar que sí, la persona que la llama le indica a Kureha que vaya a la azotea de la academia para ser atacada por unos osos. Mientras tanto, Ginko y Lulu se someten a un "Juicio Yuri" llevado a cabo por los misteriosos jueces de la corte de la extinción. Estos les conceden la "Aprobación Yuri", cosa que las transforma en mitad humanas y mitad osas y les permite succionar el néctar de un lirio que florece del pecho de Kureha. Cuando Kureha recupera el conocimiento, se pregunta si lo que ha vivido ha sido real o no era más que un sueño. Finalmente, Mitsuko descubre a Ginko y Lulu en su forma de osas comiéndose a una chica detrás del jardín de lirios. | |                       |
| 2 | «このみが尽きても許さない»(Nunca los perdonaré) «Kono Mi ga Tsukitemo Yurusanai»                               | 12 de enero de 2015   |
| Sumika ha muerto, cosa que ha conmocionado a Kureha. Mitsuko sospecha que las asesinas han sido Ginko y Lulu. Más tarde, Ginko y Lulu aparecen por la casa de Kureha y Ginko intenta mover ficha respecto a Kureha, hasta que Mitsuko aparece por allí con su rifle en busca de Ginko y de Lulu. Mientras Mitsuko las persigue, Kureha recibe otra misteriosa llamada en la que se le solicita que vaya a la azotea de la academia para ser atacada por otro oso, que resulta ser su compañera de clase Konomi Yurikawa. Tras llevar a cabo otro Juicio Yuri, durante el cual Ginko y Lulu vuelven a succionar el néctar del lirio de Kureha, Mitsuko aparece y dispara a la osa que estaba atacando a Kureha. Mientras Kureha se recupera de la experiencia vivida, se descubre que Mitsuko también es una osa y que fue ella quien realmente acabó con la vida de Sumika. | |                       |
| 3 | «透明な嵐»(Tormenta invisible) «Tōmei na Arashi»                                                               | 19 de enero de 2015   |
| Kureha habla con su profesora, Yurika Hakonaka, que era una amiga de su difunta madre, Reia, y le cuenta sus temores respecto a la presencia de otro oso en los alrededores. Mientras tanto, Mitsuko corrompe a otra joven, Eriko Oniyama, para que se convierta en la líder del grupo de estudiantes conocido como "La tormenta invisible", con el fin de proseguir con su plan de dar caza a Kureha. Kureha, por su parte, se decide a no olvidar su amor por Misuko y, entonces, recibe una llamada en la que se le vuelve a pedir que acuda a la azotea de la academia. Allí, se enfrenta a Mitsuko, que revela su verdadera identidad y se descrubre que ella fue la osa que mató a Sumika. Con Kureha acorralada, Ginko y Lulu se someten a otro Juicio Yuri para salvar a Kureha de Mitsuko, dándole la fuerza necesaria para abatirla de un disparo. Más tarde esa noche, Ginko y Lulu llevan a Eriko al jardín de lirios para comérsela. | |                       |
| 4 | «私はキスがもらえない»(No puedo recibir un beso) «Watashi wa Kisu ga Moraenai»                                 | 26 de enero de 2015   |
| Los jueces de la corte de la extinción explican el pasado de Lulu, que fue antaño una princesa del reino de los osos. Un día, cuando la lluvia de meteoritos de Kumalia cayó sobre la tierra, Lulu tuvo un hermano más pequeño que ella llamado Milne. Este heredaría todo el reino al ser el primogénito barón. Entonces, Lulu, que deseaba ser la favorita del reino otra vez, trató en varias ocasiones de deshacerse de Milne, pero este regresaba una y otra vez trayendo consigo "el beso prometido" en forma de tarro de miel, que Lulu rechazaba arrojándolo a lo lejos. Sin embargo, un día, Milne murió accidentalmente al tratar de recoger más miel, cosa que entristeció a Lulu, a pesar de haber logrado lo que ella realmente quería. Años más tarde, Ginko apareció ante Lulu y le dio la miel que Milne había estado tratando de darle a esta en anteriores ocasiones y le pidió que nunca olvidara aquello que había perdido. Lulu, tras escuchar la misión que le contaba Ginko de cruzar el muro de la extinción para entregar su amor a otra persona, decide acompañarla y ayudarla a obtener su beso prometido. De nuevo en el presente, Kureha rechaza la oferta de Lulu de cuidar de ella, afirmando que Sumika es su única amiga. Finalmente, Ginko aparece con un colgante que pertenecía a Reia. | |                       |
| 5 | «あなたをヒトリジメしたい»(Las quiero a todas para mí) «Anata o Hitorijime shitai»                             | 2 de febrero de 2015  |
| Kureha sigue rechazando la amistad de Ginko y Lulu, que tratan de mudarse a su casa. Yurika, que no se cree la historia de que Mitsuko era una osa, le habla a Kureha del collar que una vez le dio a Reia. Más tarde, Ginko recuerda que hace once años ella fue rescatada por Kureha cuando era niña. Seguidamente, Kureha rechaza otra oferta de amistad de Kaoru Harishima, una compañera de clase. Al día siguiente, Kaoru se ofrece a animar a Kureha reuniendo a todas las compañeras de clase para que arreglen el jardín de lirios para el día de su cumpleaños. Sin embargo, Ginko y Lulu escuchan que Kaoru y la tormenta invisible están tramando algo una vez más contra Kureha. Tras someterse a otro Juicio Yuri y obtener la aprobación Yuri, Ginko y Lulu persiguen a Kaoru, pero Ginko queda atrapada en una trampa para osos que Kaoru había puesto allí con antelación. | |                       |
| 6 | «月の娘と森の娘»(La chica de la luna y la chica del bosque) «Tsuki no Musume to Mori no Musume»                | 9 de febrero de 2015  |
| En un flashback, se muestra a Sumika escribiendo una carta para que Kureha la leyera el día de su cumpleaños. En esta carta, Sumika habla de la relación entre ambas y de un libro que estaba escribiendo Reia poco antes de morir. Tras ser excluida de la tormenta invisible por no haber votado contra Kureha, Kaoru forzó a Sumika para que le escribiera una carta a Kureha en la que le tenía que decir que su nueva amiga sería Kaoru y que esta la protegería de la tormenta invisible. De nuevo en el presente, Lulu ayuda a Ginko a escapar de Kaoru, a quien se ha visto colaborando con una compañera que la había informado de la identidad de las osas. Al día siguiente, en la fiesta de cumpleaños de Kureha, Kaoru revela que ha engañado a Kureha y a Sumika y le planta fuego al jardín de lirios y arroja al fuego la carta de Sumika. Sin embargo, Ginko, a pesar de estar herida por la trampa para osas, arriesga su vida para proteger la carta de las llamas. Tras leer la carta que Ginko había rescatado demostrando su amor por Kureha, esta última descubre un nuevo significado en las palabras de Sumika, quien le dice que las personas que están delante de ella son ahora sus nuevas amigas. Al final de todo, un nuevo flashback muestra que Ginko estuvo presente mientras Mitsuko atacaba a Sumika, pero no hizo nada por ayudarla. | |                       |
| 7 | «私が忘れたあの娘»(La chica que olvidé) «Watashi ga Wasureta Ano Musume»                                       | 16 de febrero de 2015 |
| La compañera de Kaoru resulta ser una osa que la traiciona y acaba con su vida. Mientras tanto, cuando Kureha está cuidando de Ginko, que todavía sigue herida, tiene una visión extraña que le hace recordar que hace mucho tiempo tenía una amiga de la que se ha olvidado por completo. Kureha le pregunta a Yurika sobre esto y descubre que esta amiga era la que inspiró el cuento del libro de Reia. Al mismo tiempo, Ginko recuerda su pasado, en el que aprendemos que Ginko era una osa huérfana que acabó luchando en una guerra contra los humanos. Tras resultar gravemente herida por un disparo y haber sido abandonada en el campo de batalla por los otros osos que la acompañaban, una joven Kureha acudió a su rescate, a quien Ginko llamó Lady Kumalia, un nombre que también está presente en el cuento del libro de Reia. Así pues, Kureha se da cuenta de que Ginko es aquella amiga que había olvidado. Finalmente, Lulu encuentra una carta anónima amenazante dirigida a Ginko en la que se describe el crimen que esta ha cometido. | |                       |
| 8 | «箱の花嫁»(Novia en la caja) «Hako no Hanayome»                                                                | 23 de febrero de 2015 |
| Hace veinte años, Yurika, quien descubrimos que es realmente una osa, fue abandonada en la academia Arashigaoka. Allí, la directora cuidó de ella hasta que un día tuvo que marcharse. Sin embargo, Yurika la mató antes de que lo hiciera. Años más tarde, Yurika coincidió en esta misma academia con Reia, de quien se hizo amiga y posteriormente se enamoró. Para celebrar su amistad, Yurika le dio a Reia un colgante con forma de estrella. Posteriormente, Yurika se sintió traicionada cuando Reia dio a luz a Kureha y, años más tarde, Yurika la mató tras descubrir que Reia le había dado su colgante a Ginko. De nuevo en el presente, Kureha, que había oído decir que el colgante de Reia había sido robado por el oso que la mató, se sorprende al ver que lo tiene Ginko. Al día siguiente, Yurika le dice a Kureha que Ginko y Lulu son realmente osas y afirma que ambas mataron a Reia. Seguidamente, los jueces llaman a Kureha, Ginko y Yurika y les piden que vayan a la azotea, donde Yurika trata de convencer a Kureha de que mate a Ginko, quien niega haber matado a Reia pero afirma estar dispuesta a recibir un disparo si eso satisfacerá a Kureha. Justo cuando Kureha está a punto de darse por vencida y no disparar, después de pensar en todas las cosas buenas que Ginko ha hecho por ella, aparece Lulu en escena y le cuenta a Kureha lo que sabe sobre el crimen cometido por Ginko sobre Sumika, lo que provoca que Kureha vuelva a apuntar su rifle a Ginko para dispararla. | |                       |
| 8.5 | «今すぐ、あなたに会いたい！ガウガウ！»(¡Quiero verte ahora mismo! ¡Gao!) «Ima Sugu, Anata ni Aitai! Gau Gau!~» | 2 de marzo de 2015    |
| Un programa especial protagonizado por las actrices de doblaje Miho Arakawa, Yoshiko Ikuta y Nozomi Yamane en el que hablan de sus momentos favoritos de los episodios anteriores. El programa también cuenta con una entrevista al director Kunihiko Ikuhara y a la cantante del grupo Bonjour Suzuki que interpreta la canción de cabecera de la serie. También se muestra un avance del episodio 9. | |                       |
| 9 | «あの娘たちの未来»(El futuro de las chicas) «Ano Musume-tachi no Mirai»                                        | 9 de marzo de 2015    |
| Mitsuko, que se presenta como un fantasma del deseo, aparece junto a Ginko frente a un lugar conocido como la Puerta de la amistad. Allí recuerdan lo sucedido durante el asesinato de Sumika, en el que Ginko tuvo la oportunidad de advertir a Sumika del ataque de Mitsuko, pero no lo hizo porque se sentía celosa de su relación con Kureha y por ello la dejó morir. Tras contarle a Ginko cómo Yurika había manipulado a Lulu para que la traicionara y hablarle de su intención de acabar con Kureha, Mitsuko se funde en el cuerpo de Ginko, tomando control de ella. Mientras tanto, la Tormenta invisible, quienes han descubierto que Konomi era una osa y ahora aceptan a Kureha en su grupo, sospechan que hay otra osa camuflada en su clase. Kureha, que ha disparado a Ginko después de que Lulu le contara que esta fue cómplice del asesinato de Sumika, no está segura de si Ginko contó la verdad sobre el asesinato de Sumika. Más tarde, Yurika se hace pasar por los jueces del Muro de la extinción y le pide a Kureha que vaya al jardín de lirios, donde intenta atacarla pero acaba siendo disparada por las estudiantes de la Tormenta invisible. Confundiéndola con Reia en su último aliento, Yurika le revela a Kureha el lugar donde guarda las páginas que faltan en el cuento de Kureha, lo cual lleva a esta a descubrir algo impactante. | |                       |
| 10 | «ともだちの扉»(La puerta de la amistad) «Tomodachi no Tobira»                                                  | 16 de marzo de 2015   |
| La Tormenta invisible convierte el cuerpo de Konomi en un cíborg para que les ayude a cazar más osos. Kureha, por su parte, lee el final del cuento de Reia, en el que la chica de la luna y la chica del bosque logran el amor entre ambas. Más tarde, Lulu aparece y entrega a Kureha el colgante de su madre, explicándole por qué Ginko se culpó a sí misma de la muerte de Sumika. También le cuenta a Kureha que en el momento del disparo en la azotea traicionó a Ginko contándole lo del asesinato de Sumika a Kureha porque tenía envidia de ambas. El colgante de Reia resulta ser una llave que abre la caja de música de Kureha y descubre la foto que hay dentro, que estaba replegada y que realmente mostraba a Kureha, Reia y Ginko juntas. Tras esto, Kureha se pregunta por qué no es capaz de recordar su amistad con Ginko, y se plantea si puede perdonarla o no pero, de pronto, ella y Lulu se ven obligadas a escapar de casa porque la Tormenta invisible sabe que Lulu es una osa y quieren darle caza. Por el camino, Lulu explica la verdadera naturaleza de los Juicios yuri a Kureha, contándole que los recuerdos de Kureha fueron el precio que Ginko tuvo que pagar para obtener la aprobación Yuri. Como castigo por revelar el secreto de su transformación en humana, los jueces dan por acabada la aprobación Yuri de Lulu y la convierten de nuevo en una osa, pero esto a Kureha no le importa y sigue decidida a ayudarla. Tras recordar que la Puerta de la amistad está conectada con el mundo de los osos, pues allí fue donde Kureha conoció a Ginko cuando era pequeña, ambas se dirigen al lugar y Kureha ayuda a Lulu a huir antes de que la capture la Tormenta invisible. | |                       |
| 11 | «私たちの望むことは»(Aquello que esperamos) «Watashi-tachi no Nozomu koto wa»                                  | 23 de marzo de 2015   |
| Ginko recuerda el momento de su primer encuentro con Kureha. Cuando Kureha se desmayó por el frío, un ente misterioso le dio un lirio y animó a Ginko a cargar con ella el resto del camino. Kureha y Ginko continuaron siendo amigas el resto de los días y Kureha tenía que soportar el acoso de sus compañeras de clase por estar de parte de los osos. Ginko, con tal de proteger a Kureha, llegó a un acuerdo con los jueces para que la transformaran en humana, a cambio de que Kureha perdiera los recuerdos sobre su amistad. Tras esto, Ginko tuvo que volver al mundo de los osos y lo consiguió gracias a la ayuda de Reia. Allí, sus compañeros osos la exiliaron, así que tuvo que esperar sola hasta el día en el que conoció a Lulu para cruzar el Muro de la extinción. De nuevo en el presente, la Tormenta invisible mantiene a Kureha captiva para que sirva como anzuelo para atraer a Ginko, que sigue bajo la influencia de Mitsuko. Sin embargo, Ginko consigue deshacerse de Mitsuko por sí misma y se mantiene firme a su verdadero amor. Una vez en la azotea, Kureha trata de hacer que Ginko escape para protegerla de las francotiradoras, pero justo cuando estas disparan aparece Lulu y recibe los disparos por Ginko, sacrificando su vida para protegerla. | |                       |
| 12 | «ユリ熊嵐»Yuri Kuma Arashi «Yuri Kuma Arashi»                                                                  | 30 de marzo de 2015   |
| La Tormenta invisible prepara una ejecución pública para Ginko, utilizando el cañón láser y obligando a Kureha a accionarlo. Kureha, tras comprender que Ginko ha seguido siendo su amiga todo este tiempo, es llamada a la Corte del muro de la extinción por los jueces, donde recuerda que fue ella la que pidió que Ginko se convirtiera en humana a cambio de sufrir una amnesia como castigo por pedir algo tan arrogante. Tras darse cuenta de su verdadero amor por Ginko, Kureha invoca a Kumalia, que adopta la forma de Sumika y reconoce que el amor entre ambas es verdadero y transforma a Kureha en una osa para que pueda confesarle su amor a Ginko. La Tormenta invisible trata de abatir a ambas disparando a discreción pero, entonces, una puerta del Muro de la extinción se abre detrás de las francotiradoras, aunque no sabemos si ambas consiguen escapar o han fallecido. Tras haber visto todos estos sucesos, una de las chicas de la Tormenta invisible se vuelve contra el resto del grupo y decide hacerse amiga de Konomi. Finalmente, se muestra a Lulu y a Mirun reunidos bajo un árbol. Lulu le cuenta a Mirun el final del cuento de Reia y este le da finalmente el beso prometido a Lulu besándola en la mejilla. Nadie ha vuelto a saber nada de Kureha ni de Ginko desde que empezaron su nueva vida juntas. | |                       |